# Błażej Winkler
Błażej Winkler (zm. 17 lutego 1569) – pisarz poznańskiej rady miejskiej.

## Życiorys
Błażej Winkler w 1535 roku został mianowany dożywotnim pisarzem rady miejskiej Poznania; funkcję tę zapewne pełnił już wcześniej. Był znawcą prawa miejskiego, a  wykształcenie humanistyczne mógł zdobyć na Uniwersytecie Jagiellońskim, jeśli wpis w metryce uniwersyteckiej w roku 1500 dotyczy jego.
Założył wielką księgę przywilejów Poznania, w której znalazły się kopie 130 przywilejów. Systematycznie rejestrował w księgach rady wilkierze miejskie i ortyle sądu wyższego prawa niemieckiego w Poznaniu – w sumie 88 wilkierzy i 41 ortyli. Zamiast stosowanego wcześniej chronologicznego wpisywania do kolejnych ksiąg w jednym ciągu wszystkich aktów prawnych rady miejskiej, podzielił księgi na pięć serii, poświęconych poszczególnym typom dokumentów: 
- Wpisy dotyczące spraw całego miasta i wpisy spraw prywatno–prawnych o długotrwałym znaczeniu (na pergaminie);
- Akta procesowe (księgi papierowe);
- Brulion do wpisów wszelkiego rodzaju;
- Kopiarz listów wysyłanych przez radę miejską;
- Księgi kryminalne.

Kilka pierwszych kart w księgach pergaminowych przeznaczał zawsze na zapisy natury kronikarskiej o ważnych wydarzeniach w mieście oraz państwie (sejmy, sejmiki wlkp., wydarzenia polityczne). System ten zaczął stosować od 17 stycznia 1535 roku. Później, w 1551 roku dodał do niego szóstą serię: 
- Wpisy spraw załatwionych przed sądem burmistrza.

Dokumentacja rady była następnie prowadzona w tej formie przez niemal 100 lat.
Do jego obowiązków jako pisarza rady należał udział w obradach i ich protokołowanie oraz redagowanie uchwał i oficjalnej korespondencji. Jak wiadomo z nekrologu Błażeja Winklera napisanego przez jego następcę, dzięki swojemu wykształceniu i znajomości prawa służył radzie miejskiej także swoimi opiniami, nie ograniczając się tylko do spisywania aktów prawnych. Miasto wykorzystywało jego zdolności przy załatwianiu spraw na dworze królewskim i na sejmach, u starosty generalnego Wielkopolski, przed sądem królewskim i sejmowym. 
Miasto oddało mu do dyspozycji kamienicę w Rynku oraz ofiarowało na własność parcelę poza miastem i miejsce na budę handlową na Rynku. W związku z wyjazdami na sejm do Piotrkowa otrzymał tam mieszkanie i dwie budy handlowe. 
Jego żoną była Jadwiga, córka burmistrza Jana Grodzickiego, a synami Jan, rajca i ławnik poznański oraz Stefan. 
W 1568 roku wyjechał z Poznania do Obrzycka, by uchronić się przed grasującą w Poznaniu zarazą. Na swoje miejsce wyznaczył aptekarza Absaloma Esuriensa. Gdy pod koniec grudnia zaraza opuściła miasto, postanowił wrócić do Poznania. Oboje z żoną zachorowali w drodze powrotnej, Jadwiga Grodzicka zmarła przed dotarciem do miasta, a pisarz przyjechał z wysoką gorączką. Błażej Winkler zmarł 17 lutego 1569 roku o godzinie 22 w Poznaniu.
Informację o jego śmierci zapisał w kronikach miejskich jego zastępca Baltazar Polentowski, który przejął funkcję po Winklerze na następnych 18 lat.